# Don't Cry
 (juin 2017).
Si vous disposez d'ouvrages ou d'articles de référence ou si vous connaissez des sites web de qualité traitant du thème abordé ici, merci de compléter l'article en donnant les références utiles à sa vérifiabilité et en les liant à la section « Notes et références ».
Singles de Guns N' Roses
You Could Be Mine
(1991) Live and Let Die
(1991)
Don't Cry est une chanson du groupe Guns N' Roses, pour laquelle il existe deux versions qui ont été publiées simultanément sur deux albums distincts.
La version comportant les paroles originales est le quatrième titre de Use Your Illusion I, tandis que la version avec paroles alternatives est le treizième titre de Use Your Illusion II.
Seules les pistes vocales diffèrent, et ce seulement en ce qui concerne les couplets ; les paroles sont totalement différentes tandis que la rythmique du phrasé et la mélodie sont légèrement différentes. Il existe également une troisième version sortie uniquement en single, enregistrée durant les sessions de l'album Appetite for Destruction en 1986. La chanson a atteint le top 10 dans plusieurs pays.

## La chanson
Pour la vidéo et les parties vocales de la chanson collabore Shannon Hoon de Blind Melon, ami d'enfance de Axl Rose et originaire de l'Indiana. Don't Cry, la première chanson du groupe dans l'ordre chronologique, est arrivée à la dixième place du Billboard.
La chanson, comme explique Axl Rose, a été écrite après qu'une fille lui a dit de ne pas pleurer après lui avoir dit au revoir : Axl était amoureux d'une fille qui sortait avec Izzy Stradlin, mais elle, ayant compris que leur relation n'aurait pas marché, avait préféré Izzy. Ainsi, un soir, alors que Axl était assis sur un banc en face d'un local et qu'elle le saluait pour la dernière fois, Axl pleurait et elle lui dit alors « Ne pleure pas ». La chanson fut écrite par Axl et les autres la nuit suivante en seulement 5 minutes.